# Colin Wilson (auteur, 1949)
Pour les articles homonymes, voir Colin Wilson et Wilson.
Colin Wilson est un scénariste et dessinateur de bande dessinée, né à Christchurch (Nouvelle-Zélande) le 31 octobre 1949.

## Biographie
Colin Wilson étudie les beaux-arts à l’université de Christchurch et se lance dans une carrière de photographe, spécialisé dans le sport automobile. En 1977, il se tourne vers l’illustration, crée le fanzine Strips en Nouvelle-Zélande ou il publie sa première bande dessinée, avant d’émigrer en Europe en 1980.
En 1980, lors d’un séjour à Londres, il se fait connaître tant dans le domaine du comics (Judge Dredd dans la revue 2000 A.D.).
En 1983, il s’installe à Paris et commence à collaborer avec Glénat et publie “Dans l’ombre du soleil” avec une prépublication dans le mensuel Circus.
En 1984, il est contacté par Jean Giraud et Jean-Michel Charlier pour reprendre la série  La jeunesse de Blueberry. Il réalisera 6 tomes de 1985 à 1994 (du 4 au 9), avant qu’elle ne soit reprise par Michel Blanc-Dumont au dessin. Les couleurs sont toujours réalisées par sa compagne Janet Gale, coloriste. Il retourne vivre en Australie à partir de 1997.
En 2000, il dessine le tome 14 de la série Tex “L’ultimo ribelle”, ré-édité ensuite en 2002 chez Semic. De 2004 à 2006, il dessine la série “Du plomb dans la tête” en 3 tomes et sur un scénario de Matz. De 2007 à 2012, il dessine des épisodes de séries sur Star Wars dont Star Wars Invasion en 3 tomes. De 2011 à 2012, il contribue à la série dystopique Jour J et dessine le tome 5 Qui a tué le Président? et le tome 10 Le gang Kennedy. Il continue à contribuer à des comics américains comme Rocketeer en 2012, Thor en 2013, Spider-man en 2020, Judge Dredd en 2021.
De 2014 à 2018, il dessine la série Wonderball scénarisée par Jean-Pierre Pécau, Fred Blanchard et Fred Duval. Le dessin sur cette série est salué par M.Moubariki: “Mélange de précision et de fluidité, son trait nerveux se bonifie au fil des albums et paraît même avoir gagné en réalisme. Ses cadrages efficaces et son découpage ultra-dynamique sont autant d'atouts pour une immersion sans faille”.
Il participe à la collection XIII Mystery en dessinant le tome 8 “Martha Shoebridge” en 2015 et le tome 14 collectif “Traquenards et sentiments” en 2024. De 2019 à 2024, il dessine la série “Nevada” en 5 tomes, scénarisée par Jean-Pierre Pécau et Fred Duval.

## Albums
- Dans l'ombre du soleil, Glénat :
  1. Rael (1984)
  2. Mantell (1986)
  3. Alia (coscénario de Thierry Smolderen, 1989)
- La Jeunesse de Blueberry (scénario de Jean-Michel Charlier et François Corteggiani)
  1.  Les Démons du Missouri (Novedi 1985, réédition Dupuis, réédition Dargaud)
  2. Terreur sur le Kansas (Novedi 1987, réédition Dupuis, réédition Dargaud)
  3. Le Raid infernal (Novedi 1990, réédition Dargaud)
  4. La Poursuite impitoyable (Novedi 1992, réédition Dupuis, réédition Dargaud)
  5. Trois hommes pour Atlanta (Alpen Publishers 1993, réédition Dargaud)
  6. Le Prix du sang (Dargaud 1994)
- Thunderhawks (scénario de François Corteggiani, Soleil)
  1. Les Rangers du ciel (1992)
- Los Angeles (scénario de Michel Vandam, Casterman, 1999)[6]
- Temps de chiens (scénario de Gordon Rennie)
  - Rain Dogs (version anglaise, IPC, 2000)
  - version française (ERKO, 2001)
- Tex Willer (scénario de Claudio Nizzi, Semic)
  1.  Le Dernier Rebelle (2002)[7]
- Du plomb dans la tête (scénario de Matz, Casterman collection « Ligne rouge »)
  1. Les Petits Poissons (2004)
  2. Les Gros Poissons (2005)
  3. Du bordel dans l'aquarium (2006)
- Sleeper (scénario de Ed Brubaker, Semic)
  1. À bout portant (2004)
- Star Wars Legacy (scénario de John Ostrander, Delcourt)
  1.  Question de confiance (2007)
- Star Wars Rebellion (Delcourt)
  1.  Petites Victoires (scénario de Jeremy Barlow, 2009)
- Jour J (scénario de Fred Duval et Jean-Pierre Pécau, Delcourt)
  1.  Qui a tué le Président ? (2011)
  2.  Le Gang Kennedy (2012)
- Wonderball (scénario de Fred Duval, Fred Blanchard et Jean-Pierre Pécau, Delcourt)
  1. Le Chasseur (2014)
  2. Le Fantôme (2015)
  3. Le Shérif (2016)
  4. Le Photographe (2017)
  5. L'Apiculteur (2018)

- XIII Mystery tome 8: Martha Shoebridge ,  Dargaud,  (ISBN 9782505019763),  2015
Scénario :  Frank Giroud  - Dessin :   Colin Wilson - Couleurs :  Bérengère Marquebreucq

- Nevada (scénario de Fred Duval et Jean-Pierre Pécau, Delcourt)
  1. L'étoile solitaire (2019)
  2. Route 99  (2020)
  3. Blue canyon  (2021)
  4. Jack London  (2023)
  5. Viva Las Vegas  (2024)